# 圣希莱尔火车事故
圣希莱尔火车事故 是一件发生在1864年6月29日的火车事故, 靠近现在的Mont-Saint-Hilaire, Quebec小镇. 这辆搭载许多德国和波兰移民的火车，未能注意到一个停止标志接着穿过一个打开着的平旋桥掉进了黎塞留河。虽然未经证实, 但被人们接受广泛说法是死亡人数为99人。这场事故至今仍然是加拿大历史上最严重的火车事故。

## 背景
在19世纪，黎塞留河作为重要的水上要道联通着纽约和蒙特利尔。旅游局同样也因为来来往往的 蒸汽船而开发这一大片区域。伯勒伊尔桥被造成一座平旋桥以便火车不会阻碍到这条贸易航线

## 灾难
在1864年6月29日, 一辆载着354到475名乘客的大干线火车, 他们当中的许多人是德国和波兰的移民, 正从魁北克市游览至蒙特利尔.
在当地时间上午1:20左右，火车接近伯勒伊尔桥. 平旋桥为了使五艘驳船和一艘蒸汽船通过而打开。 桥的一英里前有个红灯用来提醒火车道路是打开的，火车需要放慢速度.然而,灯并没有被管理员托马斯芬恩或工程师威廉伯尼注意，火车接着向桥行进
在凌晨一点二十分，火车上了桥接着穿过一个缝隙掉入了河里。火车头和十一个车厢一个接一个地穿过缝隙掉了下去并互相叠加，撞碎了一艘从桥下经过的驳船.火车沉进河流中一片深度为10英尺（3.0）的区域里. 99名火车乘客死亡，还有至少100人受伤. 死者中有托马斯芬恩和消防员在火车上。在这次事故中，工程师只是受了轻伤所以他逃出了火车残骸。大干线铁路努力把事故责任归咎于管理员和工程师未能遵守在通过桥前先停下的规则。这位近期刚被雇佣的工程师声称他对路线并不熟悉，所以他并没有看见那个标志。
 
1864年10月5日，大陪审团根据法令把所有责任认定为大干线铁路因疏忽而未能确定在火车过桥前都停下。 "...大陪审团最后认为重申加拿大大干线铁路公司对六月29日这起使人感到悲伤地灾难负主要责任这个定罪是大陪审团的使命，还导致了在那里造成巨大的伤亡, 而且他们相信公司会被法庭当庭发现他们对许多乘客不道德的治疗负有责任。" [蒙特利尔证人, 1864年10月8日, 加拿大铁路转载, 加拿大铁路历史杂志, 第471号 七月-八月刊 1999  108 - 110页]

### 反应
大干线铁路派出了数量庞大的队伍帮助修复和参与救援。 此外, 救援工作还得到了蒙特利尔德国人协会,St. George's Society of Montreal,St. Patrick's Society of Montreal,Irish Protestant Benevolent Society of Montreal的成员的支持。  蒙特利尔附近的医院和其他机构协会都被用于伤者。死者被带至蒙特利尔并安葬于皇家山和罗马天主教墓地。